# Big Brother Slovenija (4. sezona)
Big Brother Slovenija 2016 je četrta sezona resničnostnega šova Big Brotherja v Sloveiji. Sezona se je začela v petek 26. februarja 2016. Nagrada je bila 50. 000€. Šov so za razliko od leta prej snemali v Sloveniji. Hišo Big Brother so producenti oddaje prestavili v skladišče v Vevčah, blizu teniških igrišč. Voditeljica oddaje je bila Manja Plešnar, ki je vodila tudi novost oddajo Big Brother Klub v kateri je z različnimi komentatorji komentirala dogajanje v hiši. Med dnevom pa so bile tudi kratke oddaje V živo iz hiše Big Brother. Prvič pa so v prijavah v slovenskih resničnostnih šovih iskali tudi pare.

## Stanovalci četrte sezone
| Teden izločitve | Tekmovalec            | Kraj               | Starost |
| --------------- | --------------------- | ------------------ | ------- |
| Zmagovalka      | Mirela Lapanović      | Novo mesto         | 39 let  |
| 7.              | Filip Erhatič         | Osluševci          | 25 let  |
| 6.              | Alenka Leni Berzovšek | Celje              | 40 let  |
| 5.              | Tamara Sobotič        | Slovenska Bistrica | 25 let  |
| 8.              | Marko Jovanović       | Piran              | 20 let  |
| 15              | Klemen Podvržen       | Zabukovica         | 26 let  |
| 11.             | Maša Levačič          | Hrastnik           | 20 let  |
| 2.              | Diana Savski          | Poljčane           | 23 let  |
| 15              | Erik König            | Koper              | 27 let  |
| 9.              | Dalibor Brajdić       | Novo mesto         | 24 let  |
| 4.              | Alen Andrić           | Ljubljana          | 34 let  |
| 3.              | Adnan Buljbašić       | Velenje            | 27 let  |
| 13              | Alma Pijuković        | Velenje            | 20 let  |
| 15              | Jadranka Lisjak       | Dutovlje           | 44 let  |
| 6.              | Tugomir Kočevar       | Ljubljana          | 57 let  |
| 8.              | Gregor Kobale         | Ljubljana          | 24 let  |
| 15              | Jasmin Cerić          | Kočevje            | 20 let  |
| 14              | Simon Kostanjšek      | Kranj              | 25 let  |
| 15              | Alen Jovanovič        | Mirna              | 26 let  |
| 10.             | Saša Dobraš           | Slovenj Gradec     | 39 let  |
| 12.             | Polona Filipič        | Vinski Vrh         | 30 let  |
| 15              | Dragan Stjepanović    | Ravne na Koroškem  | 25 let  |
| 11.             | Anže Nučić            | Ljubljana          | 22 let  |

## Tedenski povzetki
| 1 teden | Prihodi | - Prvi dan je v hišo vstopilo 13 stanovalcev (Mirela, Filip, Alenka, Tamara, Marko, Klemen, Maša, Diana, Erik, Dalibor, Alen, Adnan in Alma. Štirje stanovalci so se vselili v posebni skriti del hiše (Gregor, Tugomir, Jadranka in Jasmin) |
| 1 teden | Zapleti | - Prvi dan je v hišo stopil 13 stanovalec Klemen. On nima svojih oblek, postelje ali kar koli svojega razen oblek v katerih je prišel v hišo. |
| 1 teden | Naloga  | - Prvi dan so stanovalci kateri so v skrivnem delu dobijo nalogo, da se morajo delati da so družina. - V glavnem delu so takoj prvi dan stanovalke dobile nalogo, da morajo razkriti skrivnosti moških stanovalcev. Če nalogo opravijo dobijo imuniteto v nad sprotnem primeru dobijo imuniteto moški. - Moški so čez teden izbirali titule zlatih prepustnic od Big Brotherja, da postanejo: Največji osovraženec, zapeljivec, provokator, dominantnež, prepirljivec in duhovitež. Vsak moški si je moral izbrati svojo vlogo a ena je preveč saj moških je sedem. Stanovalci niso vedeli katero vlogo ima drug stanovalec. Dalibor in Klemen sta izbrala največjega osovraženca, Erik in Alen sta se odločila za največjega zapeljivca, Marko in Filip pa za največjega duhoviteža, Adnan je pa edini izbral prepirljivca. - Zlato prepustnico so 6 dan dobili Dalibor kot največji provokator, Filip kot največji duhovitež, Erik kot največji zapeljivec in Alen kot največji dominantnež. Ostali so še trije Adnan, Marko in Klemen. Klemen je naslednji dan kot zadnji dobil zalto prepustnico iz opravil vlogo provokatorja. Marko in Adnan sta morala počakati na oddajo v živo v kateri sta izvedela končno odločitev Big Brotherja kdo je dobil zadnjo prepustnico. |
| 1 teden | Odhodi  | - 8 dan sta bila nominirana Adnan in Marko ker nista opravila naloge z zlatimi prepustnicami. Big Brother se je odločil, da Marko sploh ni uspel narediti naloge zato bi moral iz hiše. A se je o tem če ostane v hiši ali ne odločala skrivna družina. Jadranka, Tugomur in Jasmin so bili za to da Marko ostane v hiši a Gregor je imel drugačno mnenje. Voditeljica je stanovalcem sporočila, da so gledalci izglasovali usodo stanovalca Marka in povedala da Marko ostane v hiši. |
| 2 teden | Prihodi | |
| 2 teden | Zapleti | - Družina Cerić se je odločila, da bo Tamara tista, ki bo celotno sezono nominirala javno, kar je morala Vladarica sporočiti stanovalcem da se je ona tako odločila. - Družina Cerić se je odločila, da bo Mirela tista, ki bo imala tri tedne imunitete, kar je morala Vladarica sporočiti stanovalcem da se je ona tako odločila. Družina je imela možnost, da čas imunitete podaljšajo a je niso. - Družina Cerić se je odločila, da bo Alma tista, ki bo celotno sezono imela točko več pri nominacijah, kar je morala Vladarica sporočiti stanovalcem da se je ona tako odločila. - Družina Cerić se je odločila, da bo Klemen tisti, ki bo celotno sezono bil nominiran, kar je morala Vladarica sporočiti stanovalcem da se je ona tako odločila. |
| 2 teden | Naloga  | - V glavnem delu so takoj po oddaji v živo stanovalci dobile nalogo, da morajo razkriti skrivnosti ženskih stanovalk. Če nalogo opravijo dobijo imuniteto v nad sprotnem primeru dobijo imuniteto ženske. - Tedenska naloga je bila Vladavina. Skrivna družina Cerić se je odločila, da bo vladavino vodila Mirela. Ona je morala odločati o vseh stvareh kar se bo dogajalo v hiši. Družina Cerić se odloča kakšne naloge bodo morali izpolnjevati stanovalci. Družina Cerić je svoje odločitve sporočala Big Brotherju. Big Brother pa Vladarici pod ''lažjo'' da so to odločili gledalci. Vladarica je pa morala odločitve stanovalcem sporočiti kot da se jih je ona spomnila in odločila. Družina so dobili za določiti 2 kazni in 2 nagradi (zapleti). Vsak dan je nekdo od družine glavni, ki se odloča kakšna bo odločitev in kakšne bodo naloge vladarice, ki jih bo morala zadati. |
| 2 teden | Odhodi  | - Za odhod iz hiše Big Brother so nominirane vse stanovalke. |

## Nominaciska lestvica
|            |            | 1 teden                         | 2 teden                                      | 3 teden                                                    | 4 teden                            | 5 teden                           | 6 teden                                                 | 7 teden                                          | 8 teden                                  | 9 teden                                    | 9 teden                                           | 10 teden                                       | 11 teden                        | 12 teden                                  | 13 teden                                         | 13 teden                           | 14 teden                          | 15 teden                                       | 15 teden               | 15 teden               |
| 58 dan     | 65 dan     | 1 teden                         | 2 teden                                      | 3 teden                                                    | 4 teden                            | 5 teden                           | 6 teden                                                 | 7 teden                                          | 8 teden                                  | 85 dan                                     | 92 dan                                            | 10 teden                                       | 11 teden                        | 12 teden                                  | 102 dan                                          | Finale                             | Finale                            |                                                |                        |                        |
| ---------- | ---------- | ------------------------------- | -------------------------------------------- | ---------------------------------------------------------- | ---------------------------------- | --------------------------------- | ------------------------------------------------------- | ------------------------------------------------ | ---------------------------------------- | ------------------------------------------ | ------------------------------------------------- | ---------------------------------------------- | ------------------------------- | ----------------------------------------- | ------------------------------------------------ | ---------------------------------- | --------------------------------- | ---------------------------------------------- | ---------------------- | ---------------------- |
|            |            |                                 |                                              |                                                            |                                    |                                   |                                                         |                                                  |                                          |                                            |                                                   |                                                |                                 |                                           |                                                  |                                    |                                   |                                                |                        |                        |
|            | Mirela     | Ni nominacij                    | Ni nominaciji                                | Maša Alma                                                  | Alen A. Alma                       | Filip Erik                        | Klemen                                                  | Ni nominacij                                     | Erik Alma                                | Jadranka Maša                              | Ni nominacij                                      | Alma Jasmin                                    | Maša                            | Polona Alma                               | Dragan Jadranka                                  | Dragan Simon                       | Simon Jasmin                      | Ni nominacij                                   | Zmagovalka (104 dni)   | Zmagovalka (104 dni)   |
|            | Klemen     | Ni nominacij                    | Ni nominacij                                 | Ni nominiral                                               | Alen A. Marko                      | Erik Dalibor                      | Filip                                                   | Ni nominacij                                     | Erik Jadranka                            | Jadranka Maša                              | Ni nominacij                                      | Jadranka                                       | Alma                            | Erik Anže Dragan                          | Dragan Alen J.                                   | Dragan Erik                        | Alen J. Jadranka Erik             | Ni nominacij                                   | Drugo mesto (104 dan)  | Drugo mesto (104 dan)  |
|            | Erik       | Ni nominacij                    | Ni nominacij                                 | Ni nominacij                                               | Alma Alen A.                       | Dalibor Alma                      | Ni nominacij                                            | Ni nominacij                                     | Marko Mirela                             | Mirela Jasmin                              | Ni nominacij                                      | Saša Klemen                                    | Ni nominacij                    | Simon Dragan                              | Nominiran                                        | Dragan Simon                       | Simon Mirela                      | Ni nominacij                                   | Tretje mesto (104 dan) | Tretje mesto (104 dan) |
|            | Jasmin     | Skrivna soba                    | Skrivna soba                                 | Skrivna soba                                               | 4-Alen A. 2-Dalibor                | Dalibor Tamara                    | Klemen                                                  | Ni nominacij                                     | Mirela Marko                             | Mirela Jadranka                            | Ni nominacij                                      | Saša Klemen                                    | Anže                            | Anže Dragan Mirela                        | Nominiran                                        | Dragan Jadranka                    | Simon Jadranka                    | Ni nominacij                                   | Četrto mesto (104 dan) | Četrto mesto (104 dan) |
|            | Dragan     | Ni ga bilo v hiši               | Ni ga bilo v hiši                            | Ni ga bilo v hiši                                          | Ni ga bilo v hiši                  | Ni ga bilo v hiši                 | Ni ga bilo v hiši                                       | Ni ga bilo v hiši                                | Ni ga bilo v hiši                        | Mirela Alma                                | Skrivna soba                                      | Maša                                           | Ni nominacij                    | Maša Erik Jadranka                        | Jadranka Mirela                                  | Erik Jadranka                      | Erik                              | Ni nominacij                                   | Peto mesto (104 dan)   | Peto mesto (104 dan)   |
|            | Alen J.    | Nin ga bilo v hiši              | Nin ga bilo v hiši                           | Nin ga bilo v hiši                                         | Nin ga bilo v hiši                 | Nin ga bilo v hiši                | Skrivna soba                                            | Ni nominacij                                     | Marko Mirela                             | Jadranka Mirela                            | Ni nominacij                                      | Klemen Saša                                    | Maša                            | Anže Jadranka Dragan                      | Dragan Mirela                                    | Jadranka Dragan                    | Jadranka Jasmin                   | Ni nominacij                                   | Izseljen (102 dan)     | Izseljen (102 dan)     |
|            | Jadranka   | Skrivna soba                    | Skrivna soba                                 | Skrivna soba                                               | 4-Alen A. 2-Dalibor                | Dalibor Maša                      | Ni nominacij                                            | Ni nominacij                                     | Mirela Marko                             | Mirela Jasmin                              | Ni nominacij                                      | Klemen Saša                                    | Ni Nominacij                    | Dragan Anže Polona                        | Dragan Alen J.                                   | Dragan Simon                       | Simon Jasmin                      | Ni nominacij                                   | izseljena (102 dan)    | izseljena (102 dan)    |
|            | Simon      | Ni ga bilo v hiši               | Ni ga bilo v hiši                            | Ni ga bilo v hiši                                          | Ni ga bilo v hiši                  | Ni ga bilo v hiši                 | Skrivna soba                                            | Ni nominacij                                     | Mirela Marko                             | Jadranka Mirela                            | Ni nominacij                                      | Alma Jasmin                                    | Ni nominacij                    | Erik Dragan                               | Dragan Mirela                                    | Jadranka Erik                      | Jadranka Erik                     | izseljen (99 dan)                              | izseljen (99 dan)      | izseljen (99 dan)      |
|            | Alma       | Ni nominacij                    | Ni nominacij                                 | Maša Alenka                                                | 3-Tamara 1-Erik                    | 2-Tamara 2-Maša                   | Ni nominacij                                            | Ni nominacij                                     | 3-Mirela 1-Marko                         | 3-Mirela 1-Jadranka                        | Ni nominacij                                      | 2-Klemen 2-Saša                                | Ni nominacij                    | 2-Dragan 2-Mirela                         | Nominirana                                       | izseljena (92 dan)                 | izseljena (92 dan)                | izseljena (92 dan)                             | izseljena (92 dan)     | izseljena (92 dan)     |
|            | Polona     | Ni je bilo v hiši               | Ni je bilo v hiši                            | Ni je bilo v hiši                                          | Ni je bilo v hiši                  | Ni je bilo v hiši                 | Ni je bilo v hiši                                       | Ni je bilo v hiši                                | Ni je bilo v hiši                        | Mirela Alma                                | Skrivna soba                                      | Mirela                                         | Erik                            | Mirela Erik                               | izseljena (85 dan)                               | izseljena (85 dan)                 | izseljena (85 dan)                | izseljena (85 dan)                             | izseljena (85 dan)     | izseljena (85 dan)     |
|            | Anže       | Ni ga bilo v hiši               | Ni ga bilo v hiši                            | Ni ga bilo v hiši                                          | Ni ga bilo v hiši                  | Ni ga bilo v hiši                 | Ni ga bilo v hiši                                       | Ni ga bilo v hiši                                | Ni ga bilo v hiši                        | Skrivna soba                               | Skrivna soba                                      | Erik                                           | Ni Nominacij                    | Erik Maša                                 | Odšel (79 dan)                                   | Odšel (79 dan)                     | Odšel (79 dan)                    | Odšel (79 dan)                                 | Odšel (79 dan)         | Odšel (79 dan)         |
|            | Maša       | Ni nominacij                    | Ni nominacij                                 | Alma Alenka                                                | Alma Alen A.                       | Alenka Alma                       | Klemen                                                  | Ni nominacij                                     | Marko Mirela                             | Mirela Jasmin                              | Ni nominacij                                      | Klemen Saša                                    | Ni nominacij                    | Dragan Mirela                             | izseljen (78 dan)                                | izseljen (78 dan)                  | izseljen (78 dan)                 | izseljen (78 dan)                              | izseljen (78 dan)      | izseljen (78 dan)      |
|            | Saša       | Ni je bilo v hiši               | Ni je bilo v hiši                            | Ni je bilo v hiši                                          | Ni je bilo v hiši                  | Ni je bilo v hiši                 | Ni je bilo v hiši                                       | Ni je bilo v hiši                                | Oproščena                                | Mirela Jasmin                              | Ni nominacij                                      | Jasmin Alma                                    | izseljena (71 dan)              | izseljena (71 dan)                        | izseljena (71 dan)                               | izseljena (71 dan)                 | izseljena (71 dan)                | izseljena (71 dan)                             | izseljena (71 dan)     | izseljena (71 dan)     |
|            | Dalibor    | Ni nominacij                    | Ni nominacij                                 | Ni nominiral                                               | Erik Tamara                        | Erik Tamara                       | Ni nominacij                                            | Ni nominacij                                     | Ni nominacij                             | Alma Jasmin                                | Ni nominacij                                      | izseljen (65 dan)                              | izseljen (65 dan)               | izseljen (65 dan)                         | izseljen (65 dan)                                | izseljen (65 dan)                  | izseljen (65 dan)                 | izseljen (65 dan)                              | izseljen (65 dan)      | izseljen (65 dan)      |
|            | Gregor     | Skrivna soba                    | Skrivna soba                                 | Skrivna soba                                               | 4-Alen A. 2-Dalibor                | Dalibor Alma                      | Ni nominacij                                            | Ni nominacij                                     | Mirela Jadranka                          | Jadranka Mirela                            | izseljen (64 dan)                                 | izseljen (64 dan)                              | izseljen (64 dan)               | izseljen (64 dan)                         | izseljen (64 dan)                                | izseljen (64 dan)                  | izseljen (64 dan)                 | izseljen (64 dan)                              | izseljen (64 dan)      | izseljen (64 dan)      |
|            | Marko      | Ni nominacij                    | Ni nominacij                                 | Ni nominiral                                               | Alen A. Alma                       | Filip Alma                        | Ni nominacij                                            | Ni nominacij                                     | Erik Alma                                | izseljen (58 dan)                          | izseljen (58 dan)                                 | izseljen (58 dan)                              | izseljen (58 dan)               | izseljen (58 dan)                         | izseljen (58 dan)                                | izseljen (58 dan)                  | izseljen (58 dan)                 | izseljen (58 dan)                              | izseljen (58 dan)      | izseljen (58 dan)      |
|            | Filip      | Ni nominacij                    | Ni nominacij                                 | Ni nominiral                                               | Alen A. Maša                       | Alma Marko                        | Klemen                                                  | Ni nominacij                                     | izseljen (51 dan)                        | izseljen (51 dan)                          | izseljen (51 dan)                                 | izseljen (51 dan)                              | izseljen (51 dan)               | izseljen (51 dan)                         | izseljen (51 dan)                                | izseljen (51 dan)                  | izseljen (51 dan)                 | izseljen (51 dan)                              | izseljen (51 dan)      | izseljen (51 dan)      |
|            | Tugomir    | Skrivna soba                    | Skrivna soba                                 | Skrivna soba                                               | 4-Alen A. 2-Dalibor                | Dalibor Filip                     | Ni nominacij                                            | izseljen (44 dan)                                | izseljen (44 dan)                        | izseljen (44 dan)                          | izseljen (44 dan)                                 | izseljen (44 dan)                              | izseljen (44 dan)               | izseljen (44 dan)                         | izseljen (44 dan)                                | izseljen (44 dan)                  | izseljen (44 dan)                 | izseljen (44 dan)                              | izseljen (44 dan)      | izseljen (44 dan)      |
|            | Alenka     | Ni nominacij                    | Ni nominacij                                 | Maša Alma                                                  | Alen A. Tamara                     | Tamara Maša                       | Klemen                                                  | izseljena (44 dan)                               | izseljena (44 dan)                       | izseljena (44 dan)                         | izseljena (44 dan)                                | izseljena (44 dan)                             | izseljena (44 dan)              | izseljena (44 dan)                        | izseljena (44 dan)                               | izseljena (44 dan)                 | izseljena (44 dan)                | izseljena (44 dan)                             | izseljena (44 dan)     | izseljena (44 dan)     |
|            | Tamara     | Ni nominacij                    | Ni nominacij                                 | Alenka Maša                                                | Alen A. Alma                       | Alma Dalibor                      | izseljena (37 dan)                                      | izseljena (37 dan)                               | izseljena (37 dan)                       | izseljena (37 dan)                         | izseljena (37 dan)                                | izseljena (37 dan)                             | izseljena (37 dan)              | izseljena (37 dan)                        | izseljena (37 dan)                               | izseljena (37 dan)                 | izseljena (37 dan)                | izseljena (37 dan)                             | izseljena (37 dan)     | izseljena (37 dan)     |
|            | Alen A.    | Ni nominacij                    | Ni nominacij                                 | Ni nominiral                                               | Tamara Erik                        | izseljen (30 dan)                 | izseljen (30 dan)                                       | izseljen (30 dan)                                | izseljen (30 dan)                        | izseljen (30 dan)                          | izseljen (30 dan)                                 | izseljen (30 dan)                              | izseljen (30 dan)               | izseljen (30 dan)                         | izseljen (30 dan)                                | izseljen (30 dan)                  | izseljen (30 dan)                 | izseljen (30 dan)                              | izseljen (30 dan)      | izseljen (30 dan)      |
|            | Adnan      | Ni nominacij                    | Ni nominacij                                 | Ni nominiral                                               | Izseljen (23 dan)                  | Izseljen (23 dan)                 | Izseljen (23 dan)                                       | Izseljen (23 dan)                                | Izseljen (23 dan)                        | Izseljen (23 dan)                          | Izseljen (23 dan)                                 | Izseljen (23 dan)                              | Izseljen (23 dan)               | Izseljen (23 dan)                         | Izseljen (23 dan)                                | Izseljen (23 dan)                  | Izseljen (23 dan)                 | Izseljen (23 dan)                              | Izseljen (23 dan)      | Izseljen (23 dan)      |
|            | Diana      | Ni nominacij                    | Ni nominacij                                 | izseljn (16 dan)                                           | izseljn (16 dan)                   | izseljn (16 dan)                  | izseljn (16 dan)                                        | izseljn (16 dan)                                 | izseljn (16 dan)                         | izseljn (16 dan)                           | izseljn (16 dan)                                  | izseljn (16 dan)                               | izseljn (16 dan)                | izseljn (16 dan)                          | izseljn (16 dan)                                 | izseljn (16 dan)                   | izseljn (16 dan)                  | izseljn (16 dan)                               | izseljn (16 dan)       | izseljn (16 dan)       |
|            |            |                                 |                                              |                                                            |                                    |                                   |                                                         |                                                  |                                          |                                            |                                                   |                                                |                                 |                                           |                                                  |                                    |                                   |                                                |                        |                        |
| Opombe     | Opombe     | 1, 2                            | 3                                            | 4                                                          | 5, 6, 7                            | 7                                 | 8                                                       | 9                                                | 7,10                                     | 7,11                                       | nišče                                             | nišče                                          | nišče                           | 12                                        | nihšče                                           | nihšče                             | 13                                |                                                |                        |                        |
| Odhodi     | Odhodi     | nihšče                          | nihšče                                       | nihšče                                                     | nihšče                             | nihšče                            | nihšče                                                  | nihšče                                           | nihšče                                   | nihšče                                     | nihšče                                            | nihšče                                         | nihšče                          | Anže                                      | nihšče                                           | nihšče                             | nihšče                            | nihšče                                         | nihšče                 | nihšče                 |
| Nominirani | Nominirani | Adnan Marko                     | Alenka Alma Diana Maša Mirela Tamara         | Adnan Alen A. Dalibor Erik Filip Klemen Marko Maša         | Alma Alen A. Klemen Tamara         | Alma Dalibor Klemen Tamara        | Alenka Filip Gregor Jadranka Jasmin Maša Mirela Tugomir | Dalibor Filip Gregor Jasmin Klemen Marko         | Dalibor Erik Klemen Marko Mirela         | Dalibor Erik Gregor Jadranka Klemen Mirela | Alma Dalibor Erik Jadranka Jasmin Maša Mirela     | Erik Jadranka Klemen Maša Mirela Saša          | Alma Anže Erik Maša             | Dragan Erik Jadranka Mirela Polona        | Alma Dragan Erik Jadranka Jasmin Mirela          | nihšče                             | Jadranka Jasmin Erik Klemen Simon | vsi stanovalci                                 | vsi stanovalci         | vsi stanovalci         |
| Izseljen   | Izseljen   | Marko 3 od 4 glasov za obstanek | Diana Najmanj glasov za obstanek             | Adnan Najmanj glasov za obstanek                           | Alen A. Najmanj glasov za obstanek | Tamara Najmanj glasov za obstanek | Alenka Najmanj glasov za obstanek                       | Filip Najmanj glasov za obstanek                 | Marko Najmanj glasov za obstanek         | Gregor Najmanj glasov za obstanek          | Dalibor Najmanj glasov za obstanek                | Saša Najmanj glasov za obstanek                | Maša Najmanj glasov za obstanek | Polona Najmanj glasov za obstanek         | Alma Najmanj glasov za obstanek                  | Dragan 11 od 24 toćk to fake evict | Simon Najmanj glasov za obstanek  | Jadranka Najmanj glasov za obstanek            | Dragan (5. mesto)      | Jasmin (4. mesto)      |
| Izseljen   | Izseljen   | Marko 3 od 4 glasov za obstanek | Diana Najmanj glasov za obstanek             | Adnan Najmanj glasov za obstanek                           | Alen A. Najmanj glasov za obstanek | Tamara Najmanj glasov za obstanek | Alenka Najmanj glasov za obstanek                       | Filip Najmanj glasov za obstanek                 | Marko Najmanj glasov za obstanek         | Gregor Najmanj glasov za obstanek          | Dalibor Najmanj glasov za obstanek                | Saša Najmanj glasov za obstanek                | Maša Najmanj glasov za obstanek | Polona Najmanj glasov za obstanek         | Alma Najmanj glasov za obstanek                  | Dragan 11 od 24 toćk to fake evict | Simon Najmanj glasov za obstanek  | Jadranka Najmanj glasov za obstanek            | Erik (3. mesto)        | Klemen (2. mesto)      |
| Izseljen   | Izseljen   | Marko 3 od 4 glasov za obstanek | Diana Najmanj glasov za obstanek             | Adnan Najmanj glasov za obstanek                           | Alen A. Najmanj glasov za obstanek | Tamara Najmanj glasov za obstanek | Tugomir Najmanj glasov za obstanek                      | Filip Najmanj glasov za obstanek                 | Marko Najmanj glasov za obstanek         | Gregor Najmanj glasov za obstanek          | Dalibor Najmanj glasov za obstanek                | Saša Najmanj glasov za obstanek                | Maša Najmanj glasov za obstanek | Polona Najmanj glasov za obstanek         | Alma Najmanj glasov za obstanek                  | Dragan 11 od 24 toćk to fake evict | Simon Najmanj glasov za obstanek  | Alen J. Najmanj glasov za obstanek             | Erik (3. mesto)        | Klemen (2. mesto)      |
| Izseljen   | Izseljen   | Marko 3 od 4 glasov za obstanek | Diana Najmanj glasov za obstanek             | Adnan Najmanj glasov za obstanek                           | Alen A. Najmanj glasov za obstanek | Tamara Najmanj glasov za obstanek | Tugomir Najmanj glasov za obstanek                      | Filip Najmanj glasov za obstanek                 | Marko Najmanj glasov za obstanek         | Gregor Najmanj glasov za obstanek          | Dalibor Najmanj glasov za obstanek                | Saša Najmanj glasov za obstanek                | Maša Najmanj glasov za obstanek | Polona Najmanj glasov za obstanek         | Alma Najmanj glasov za obstanek                  | Dragan 11 od 24 toćk to fake evict | Simon Najmanj glasov za obstanek  | Alen J. Najmanj glasov za obstanek             |                        |                        |
| Preživel   | Preživel   | Adnan                           | Alenka Alma Maša Mirela Tamara Največ glasov | Alen A. Dalibor Erik Filip Klemen Marko Maša Največ glasov | Alma Klemen Tamara Največ glasov   | Alma Dalibor Klemen Največ glasov | Filip Gregor Jadranka Jasmin Maša Mirela Največ glasov  | Dalibor Gregor Jasmin Klemen Marko Največ glasov | Dalibor Erik Klemen Mirela Največ glasov | Erik Jadranka Klemen Mirela Največ glasov  | Maša Alma Klemen Mirela Jasmin Erik Največ glasov | Erik Jadranka Klemen Maša Mirela Največ glasov | Alma Anže Erik Največ glasov    | Dragan Erik Jadranka Mirela Največ glasov | Dragan Erik Jadranka Jasmin Mirela Največ glasov | nihšče                             | Erik Klemen Največ glasov         | Erik Klemen Jasmin Mirela Dragan Največ glasov | Mirela Zmagovalka      | Mirela Zmagovalka      |

     Stanovalec ima imuniteto.
     Stanovalec je vsak teden nominiran ali pa je bil samodejno nominiran zaradi kršenja pravil oz. poraza v tedenski nalogi.
- ^1 : Prvi dan so se Gregor, Jadranka, Jasmin in Tugomir vselili v skrito sobo in dobili nalogo da se pretvarjajo da so družina.
- ^2 : Ta teden so moški stanovalci izbirali zlate prepustnice. Adnan in Marko ker nista opravila naloge z zlatimi prepustnicami. Big Brother se je odločil, da Marko sploh ni uspel narediti naloge zato bi moral iz hiše. A se je o tem če ostane v hiši ali ne odločala skrivna družina. Jadranka, Tugomur in Jasmin so bili za to da Marko ostane v hiši a Gregor je imel drugačno mnenje. Voditeljica je stanovalcem sporočila, da so gledalci izglasovali usodo stanovalca Marka in povedala da Marko ostane v hiši.
- ^3 : Ta teden so morale stanovalke odkrivat skrivnosti žensk. Ženske pri tem niso bilie uspešne zato so bile nominirane in moški so dobili imuniteto.
- ^4 : Ta teden so bili nominirani vsi moški, ženske so pa zaradi kazni nominirale eno žensko, ki se bo moškim pridružila na nominacijah. Nominirana je bila tudi Maša.
- ^5 : Med tednom v sredo se je v glavni del preselil Gregor. V soboto v oddaji v živo pa so se še Jasmin, Jadranka in Tugomir preselili v glavni del, kjer se morajo pretvarjati, da so družina.
- ^6 : Družina je imela dvojne točke in nominirali so skupaj.
- ^7 : Alma ima dodatno točko pri nominacijah.
- ^8 : Poražena ekipa tedna je glasovala kdo dobi imuniteto.
- ^9 : Ta teden so bili lahko nominirani vsi moški stanovalci razen Alen J. in Simon.
- ^10 : Nova stanovalka Saša je bola oproščena nominacij.
- ^11 : Nova stanovalca Polona in Dragan sta prvič nominirala skupaj.
- ^12 : 11 teden v sredo 76 dan so potekale javne nominacije. Ker pa Maše in Anžeta več ni v hiši so se njune nominacije izničile. Izničile so se pa tudi nominacije sostanovalcev, ki so ju nominirali. Zato so morali v nedeljo 79 dan stanovalci izbrati novega stanovalca, ki mu podari eno nominacijsko točko.

## Tedenske naloge
| Teden | Naloga                | opravljena/neopravljena |
| ----- | --------------------- | ----------------------- |
| 1     | Zlata prepustnica     | opravljena              |
| 2     | Mirelina vladavina    | opravljena              |
| 3     | Čarobni napoj         | opravljena              |
| 4     | Kmetija pri Cerićevih | opravljena              |
| 5     | Dvoboj med ekipama    |                         |
| 6     | Odrekanje             | neopravljena            |
| 7     | Modni teden           | opravljena              |
| 8     | Superjunakinje        | opravljena              |
| 9     | Časovni stroj         | opravljena              |
| 10    | BB Klan               |                         |
| 11    | Talent show           | opravljena              |
| 12    | BB Podjetje           | opravljena              |
| 13    | BB Laboratorij        |                         |

### Zlata prepustnica
Prva tedenska naloga se je sicer imenovala zlata prepustnica kjer so morali moški stanovalci se boriti za obstoj v hiši z zlatimi prepustnicami. Naloga je bila opravljena. Ženski del ekipe pa je moral izvedeti skrivnosti moških. Ženske stanovalke niso ugotovile vseh skrivnosti zato so bile tudi nominirane v 2. tednu. 
| Stanovalka | Skrivnost                                                | odkrivanje 1 | odkrivanje 2 | odkrivanje 3 |
| ---------- | -------------------------------------------------------- | ------------ | ------------ | ------------ |
| Alma       | Rojen v zaporu                                           | Dalibor      | /            | /            |
| Diana      | Spal z več kot 100 ženskami                              | Erik X       | Alen         | /            |
| Maša       | Imam strah pred lakoto                                   | Marko        | /            | /            |
| Tamara     | Doma ima kače                                            | Filip X      | Erik X       | Klemen       |
| Alenka     | Eno celo zimo sem preživel v prikolici                   | Erik         | /            | /            |
| Mirela     | Imam srečne gate, in jih nosim ob posebnih priložnostih. | Filip X      | Adnan        | /            |
| /          | Imel sem reperski izgled                                 | Filip        | /            | /            |

### Mirelina Vladavina
Po izhodu iz hiše stanovalec, ki ima privilegij oz. kazen preda to nalogo nekomu drugemu.
| Stanovalcec | Kazen/Privilegij                                                       | Predaja kazni oz. privilegija  |
| ----------- | ---------------------------------------------------------------------- | ------------------------------ |
| Tamara      | Dokler bo v hiši Big Brotehr bo nominirala javno.                      | Alma                           |
| Mirela      | Imela 3 tedne imunitete                                                | / (porabila vse tri imunitete) |
| Alma        | Dokler bo v hiši bo imela točko več od vseh stanovalcev pri nominacjah |                                |
| Klemen      | Vsak teden nominiran za izselitev iz hiše Big Brother                  |                                |

Med tedensko nalogo so morali stanovalci razkriti skrivnosti žensk. Big Brother jim je otežil nalogo in dodal 4 skrivnosti skrivne družine. Ženske so si skrivnosti med seboj povedale skrivnosti zato jih je kaznoval s tem da so moški namesto 4 življenj pri ugotavljanju skrivnosti imeli 5. Če so stanovalci mislili, da skrivnost ni pravilna. 
Moški so skrivnosti odkrivali tako:
| Stanovalcec | Skrivnost                                           | odkrivanje 1   | odkrivanje 2 | odkrivanje 3 | odkrivanje 4   |
| ----------- | --------------------------------------------------- | -------------- | ------------ | ------------ | -------------- |
| Adnan       | Imam IQ 143                                         | Maša X         | Alenka X     | Tamara X     | Laž! (Tugomir) |
| Dalibor     | Bila sem vratarka Slovenske nogometne reprezentance | Alma           | /            | /            | /              |
| Marko       | Strah ga je lakote                                  | Tamara X       | Laž X        | Diana X      | Maša           |
| Alen        | Vidim mrtvece                                       | Tamara         |              |              |                |
| Klemen      | Delala sem v proizvodnji delov za tovornjake        | Laž (Jadranka) | /            | /            | /              |
| Erik        | Imela sem šest prstov na obeh rokah                 | Laž X          | Diana        | /            | /              |
| Filip       | Sem plemenite krvi                                  | Alenka X       | Laž (Jasmin) | /            | /              |
| Filip       | Imel intimni odnos z očetom najboljše prijateljice  | Laž (Gregor)   |              |              |                |
| Klemen      | Pozirala sem gola na ulici za umetniške fotografije | Alenka         | /            | /            | /              |
| /           | Dobila sem ime po pediatrinji                       | Mirela         | /            | /            | /              |